# Diamond Spade
Diamond Spade jest brydżowym systemem licytacyjnym silnego trefla, odmianą systemu MOSCITO.
Jednym z większych mankamentów MOSCITO i Symmetric Relay był brak miejsca na relaye po otwarciu 1♠, autorzy Diamond Spade zamienili znaczenia odzywek 1♦ i 1♠ zyskując w ten sposób sporo przestrzeni licytacyjnej.  Największym minusem takiego rozwiązanie jest obniżenie agresywności systemu (niższe średnie otwarcie) i podarowanie przeciwnikom dodatkowej przestrzeni licytacyjnej po 1♦. Otwarcia Diamond Spade:
```
1♣  15+  
PH

1
♦
  10-14PH, 4+ piki, możliwe 
canapé
 z kolorem młodszym, najwyżej trzy kiery
1
♥
  10-14PH, 4+ kiery, możliwe 
canapé
 z kolorem młodszym, najwyżej trzy piki
1♠  10-14PH, dowolny układ bez starszej czwórki (z wyjątkiem ręki z długimi treflami)
1BA 10-14PH, przynajmniej 4+ 4+ w obu kolorach starszych
2♣  10-14PH, 6+ trefli lub 5+ trefli i 4 kara
2
♦
   5-9 PH, "
Multi
", słabe dwa w kolorze starszym
2
♥
   5-9 PH, oba kolory starsze, w zależności od założeń
2♠   5-9 PH, piki i kara, długość kolorów w zależności od założeń
```